# Pospolítica
La pospolítica se refiere a la crítica del surgimiento, en el período posterior a la Guerra Fría, de una política de consenso a escala global. La disolución del bloque comunista oriental tras el colapso del Muro de Berlín instituyó un consenso posideológico basado sobre la aceptación del mercado capitalista y el estado liberal como los cimientos organizacionales de la sociedad. 

## Planteamiento
Generada por una cohorte de filósofos radicales, a saber, Jacques Rancière, Alain Badiou y el esloveno Slavoj Žižek, y su preocupación por la política como institución de la igualdad radical y activa, esta crítica afirma que la política posideológica del consenso ha ocasionado la ejecución sistemática del Momento propiamente político: con la institución de una serie de nuevas técnicas gubernamentales "posdemocráticas", la política propiamente dicha se reduce a la administración social. Mientras tanto, con el auge de la "política del yo" posmodernista surge una nueva "política de conducta" concomitante, en la cual los valores políticos son reemplazados por valores morales (lo que Chantal Mouffe denomina "política en el registro de la moralidad").

## Raíces del consenso pospolítico

### El panorama político global después de 1989
La desintegración del bloque comunista oriental tras la caída del Muro de Berlín en 1989 anunció el fin de la era de la Guerra Fría y, con ella, del gran enfrentamiento ideológico entre Oriente y Occidente, entre el mundo comunista y el mundo capitalista. El capitalismo salió victorioso, con la democracia liberal como su doctrina política correspondiente. Con la caída del comunismo de estado como el golpe final a un sistema ya plagado de crisis, el estado revolucionario también abandonó su forma socialdemócrata y keynesiana; y así, bajo la égida de un triunfante neoliberalismo, entró en su fase avanzada y global. Con el Fin de la historia de Francis Fukuyama como su declaración de fundación, este fue el nacimiento del "Zeitgeist" pospolítico y posideológico. La política de la Tercera Vía del Nuevo Laborismo británico y otros partidos del llamado "centro radical" son su síntoma más enfático.

### Clima intelectual
Junto a Fukuyama, varias otras corrientes intelectuales están asociadas con la consolidación del consenso pospolítico. La tesis de la "modernidad reflexiva" de los sociólogos posindustriales Anthony Giddens y Ulrich Beck, por ejemplo, ha actuado como el acompañamiento intelectual de la política de la Tercera Vía. En la "modernidad reflexiva", dicen estos autores, el imperativo central de la acción política pasa de las cuestiones del bienestar social (una política de redistribución) a la gestión del "riesgo" (una política de "responsabilidad distributiva"): es decir, las "externalidades ambientales "que son los subproductos cada vez más visibles y no deseados del progreso tecnoeconómico. Para Beck y Giddens es este imperativo, y la nueva "reflexividad social" que se ha desarrollado en respuesta, más que la racionalidad instrumental o, crucialmente, la lucha política, lo que ha impulsado los profundos cambios sociales del período de la posguerra. De hecho, para Giddens, es la "reflexividad social" -la mayor autonomía de la acción individual provocada por la dispersión del conocimiento socio-tecnológico y el riesgo en la sociedad "postradicional" - lo que allana el camino para:
1. la producción posfordista (basada en la producción flexible y la toma de decisiones de abajo hacia arriba)
2. la reconfiguración de la relación de la sociedad con la autoridad (política, experta y administrativa, tanto dentro del estado como más allá) de acuerdo con los principios de deliberación y "confianza activa".

Según Beck y Giddens, estos cambios hacen que la política material, obsoleta, basada en la clase, ideológicamente fundamentada, se organice a través de formas colectivas tradicionales como el partido o el sindicato. En su lugar, vemos el surgimiento de una nueva "política del yo" ("subpolítica" en Beck, "política de vida" en Giddens) en la que, como parte de un giro posmoderno más amplio, hay cuestiones personales que son previamente consideradas antes de entrar en la arena política.
Sin embargo, no todos los comentaristas están de acuerdo con esta versión de los acontecimientos, y son las perspectivas críticas consideradas en esta sección las que derivan de la crítica pospolítica. Nikolas Rose, por ejemplo, contrarresta a Beck y Giddens al destacar el papel de una nueva "política de conducta" gubernamental para forjar las subjetividades políticas que surgen con el advenimiento de la política de la Tercera Vía en Gran Bretaña bajo el Nuevo Laborismo (y, por extensión, en las naciones desarrolladas en el período postindustrial). Contra la tesis basada en la "reflexividad social" de Giddens, el estudio de Rose de esta nueva "etopolítica" sugiere que son las restricciones de las nuevas formas individualistas de mercado (Schumpeteriano) de gobernanza más allá del estado lo que ha impulsado el reciente énfasis en el individuo autónomo, aspirante a la libertad y autosuficiente. Una característica clave de la "etopolítica", dice Rose, es su preocupación por las sensibilidades éticas más que políticas de sus sujetos; una tendencia totalmente coherente con el giro moralista que la política asumió bajo el neoliberalismo. De hecho, en su trabajo sobre el declive del sector público en Gran Bretaña, David Marquand relaciona la ideología moral que, a través de la "venganza de lo privado", sustentó las reformas neoliberales y las ventas impuestas del sector por los gobiernos de Thatcher y Blair. 
Este es un desarrollo clave al que responde la crítica pospolítica: Mouffe habla aquí de "la política jugada en el registro de la moralidad"; mientras que la nueva visión de Rancière de lo político es un desafío expreso contra la despolitización de la filosofía política que ocurrió con el giro "ético" aristotélico del campo a fines de la década de 1980.
De manera similar, mientras Beck señala el ecologismo como un caso paradigmático del potencial progresivo de la personalización de la política, Erik Swyngedouw nos recuerda que bajo el disfraz en el que aparece más a menudo en el mundo desarrollado, el énfasis del ecologismo en las elecciones de estilo de vida personal y en luchas particularistas en contra de los efectos locales de los "males" ambientales, se puede trabajar para desviar la atención de la cuestión propiamente política de la relación estructural de la sociedad humana con la naturaleza. Asimismo, Beck celebra el nuevo escepticismo asociado con la política posmoderna basada en la identidad como una consecuencia progresiva de la incertidumbre universal que caracteriza a la sociedad del riesgo. Por el contrario, los críticos lamentan las profundas consecuencias que la posición antiesencialista sobre la verdad ha tenido para la imaginación de "grandes narrativas" (léase teleologías políticas). Para quienes proponen la crítica pospolítica, son estas grandes narrativas las que son la verdadera sustancia de la política.

## La crítica pospolítica
Los defensores de la crítica pospolítica no representan un cuerpo teórico unido. No obstante, y exceptuando a Mouffe, los filósofos asociados con esta crítica a veces se tratan juntos, basándose en:
- la contribución que han hecho en los últimos años a los comienzos de una revitalización del pensamiento radical de izquierda
- su preocupación por la igualdad activa y radical (la igualdad como axioma dado, en contraste con la igualdad formal) y con la emancipación humana
- su inclinación ampliamente materialista, aunque se comprometieron en mayor o menor grado con el marxismo en su obra posterior, todos fueron influenciados por el marxismo en sus primeros años. Además, aunque influidos por él de manera importante, todos se apartan sustancialmente del posestructuralismo.[9]

Lo que Rancière, Badiou y Žižek, junto con Mouffe, acuerdan es que bajo la presente coyuntura pospolítica hemos visto una ejecución sistemática de la "dimensión propiamente política", cuya restitución dependerá de una nueva concepción radical de nuestra noción de lo político.
Frente a la amplia renuncia a abordar la política exclusivamente a nivel óntico o empírico, es decir, una preocupación por los "hechos de la política" o de la política como "el ejercicio del poder o la decisión de los asuntos comunes' – esta nueva concepción debe, dicen, concernir a la dimensión ontológica de la política, es decir, con la esencia de la política. Mientras que cada uno conceptualiza la política adecuada en diferentes formas, todos están de acuerdo sobre su dimensión irreductible e inherentemente antagónica: una posición radical-progresista debe, dice Žižek, "insistir en la primacía incondicional del inherente antagonismo constitutivo de la política". De ahí la acusación de que la pospolítica, con el consenso como su lógica definitoria, excluye lo propiamente político.

## La posición de Rancière sobre lo político

### Política versus policía
La obra de Rancière reclama la noción de política. Para él, esta última no consiste en "el ejercicio del poder o la decisión de asuntos comunes", como se supone habitualmente. Más bien, si la política nace del hecho de compartir un espacio común y, por lo tanto, preocupaciones comunes; y si "toda decisión sobre asuntos comunes requiere la existencia previa de lo común", la política propiamente dicha, dice Rancière, denota el antagonismo inherente que existe entre las representaciones en competencia de este común.
A partir de esta base, el relato de Rancière sobre el producto político a través de la distinción que establece entre esta última noción de política propia (le politique) (como antagonismo), y lo que él llama el orden policial  (la policía). La divergencia fundamental entre la política propiamente dicha y la policía, dice Rancière, son sus respectivas representaciones de lo común. La primera no solo reconoce, sino que también provoca la naturaleza impugnada de lo común. Mientras tanto, la policía:
"... simboliza la comunidad como un conjunto de partes, lugares y funciones bien definidos, y de las propiedades y capacidades vinculadas a ellos, todo lo cual presupone una distribución fija de las cosas en común y privado, una distinción que depende de un orden distribución de lo visible y lo invisible, ruido y habla, etc. Esta manera de contar [partes, lugares y funciones] define simultáneamente las formas de ser, hacer y decir apropiadas para estos lugares."
En este sentido (y aunque no está de acuerdo con Foucault en algunos puntos cruciales), la definición de policía de Rancière es similar a la que se le dio en la obra de Michel Foucault.

### La "partición" o "distribución" de "lo perceptible"
La conceptualización estética de Rancière de la política le permite llevar la "policía" de Foucault un paso más allá: no solo, dice Rancière, la asignación específica de "partes" dadas en el orden policial gobierna "las formas de ser, hacer y decir" (es decir, los códigos de conducta 'apropiados para estos lugares'); más bien, como sugiere la nominación, esta particular "partición de lo perceptible" también actúa para dibujar, y luego controlar, los propios límites de lo que es y no es visible, audible, comprensible, en resumen, perceptible, bajo este orden.
Esta idea distintiva se deriva en parte de la investigación de Rancière sobre los orígenes de la democracia y en parte de la centralidad de su teoría de la noción de desacuerdo (con referencia obvia al elemento constitutivamente antagónico de la política, como se indicó anteriormente). En francés mésentente (desacuerdo) también implica, en una situación de habla, el hecho de la incomprensión entre las partes, o más precisamente en el sentido de "hablar el uno al otro".
El opinión de Rancière aquí es subrayar que el hecho de la incomprensión no es neutral: más bien, la partición de lo perceptible dado en el orden policial decide si una enunciación se escucha como discurso o en cambio como ruido; como discurso racional (como en la teoría democrática deliberativa, como el de Jürgen Habermas o John Rawls), o como un gruñido o un gemido. En Rancière, el hecho de etiquetar una voz como "inaudible" está, por lo tanto, asociado a la negación del sujeto de esa voz como sujeto (político).

### La contingencia del orden policial: exceso constitutivo, error y subjetivización política
Como se sugirió anteriormente, en la medida en que el "conteo" siempre conlleva un "error" (es decir, niega la subjetividad de ciertos electorados), la "lógica de lo apropiado" según la cual el orden policial opera es inconmensurable con la lógica de la igualdad activa y radical propuesta por Rancière. Basado en su relato de la acción usurpadora que instituyó el demos como el lugar de la soberanía popular en la antigua Atenas, Rancière define la democracia como "el poder específico de aquellos que no tienen un título común para ejercer el poder, excepto el de no tener derecho a su ejercicio: la democracia es el poder paradójico de quienes no cuentan: el recuento de los desaparecidos".
La "secuencia" adecuada y esencialmente política (para tomar prestado un término de Badiou), entonces, surge en el raro momento en que los excluidos (les sans-part) ejercen este título y hacen su "reclamo usurpatorio" a una apuesta en lo común: en este momento de "subjetivización política", es decir, el surgimiento de un nuevo sujeto político, la lógica de la igualdad se encuentra con y desvela violentamente la lógica policial no igualitaria de lo propio; les sans-part, afirmando la audibilidad de su voz y la visibilidad de su cuerpo colectivo, toman su lugar en la partición de lo perceptible y anulan el "error" inaugural que les hizo un orden policial cuyo recuento los dejó al margen.
Para Rancière, este momento de dramática "ruptura en el orden de legitimidad y dominación" es una posibilidad constante y, como tal, postula la contingencia última de cualquier orden policial dado. Esta afirmación se explica por la agencia específica prestada a les sans-part por la naturaleza de su relación con la policía. Rancière se esfuerza por subrayar que les sans-part no son tanto una clase social o grupo excluido y, por lo tanto, que espera su incorporación: eso implicaría no solo una explicación procesal de la igualdad sino también la existencia del sujeto político emergente, como una identidad pre -dada en el orden policial -antes del momento político, ambos escenarios no merecen el nombre de política según Rancière. Los sans-part deberían pensarse en cambio como una categoría supernumeraria, que existe "de inmediato en  en todas partes": "... los sujetos políticos son colectivos supernumerarios que cuestionan el recuento de las partes de la comunidad y las relaciones de inclusión y exclusión que definen ese conteo. Los sujetos ... no son reducibles a grupos sociales o identidades, sino que son, más bien, colectivos de enunciación y excedentes de demostración para el recuento de grupos sociales ".
Es a partir de esta conceptualización que los sans-part derivan su agencia: de manera crucial, la lógica policial de lo propio es una lógica "basada en la saturación", sobre la suposición de que es posible designar a la sociedad como una totalidad "compuesta de grupos que realizan funciones y ocupan espacios determinados". Como la prueba a la vez visible / invisible del antiquísimo adagio de que, contrariamente a esta lógica, "el todo es más que la suma de sus partes", la existencia misma de les-sans-parts como exceso, por lo tanto, radicalmente niega la lógica policial de lo apropiado.

## El exceso y lo universal en Rancière, Žižek, Badiou y Mouffe
Parecería haber una contradicción que aparece en el esquema de Rancière (descrito anteriormente): la subjetivación política implica la afirmación de un lugar, pero también niega la propia lógica de los lugares. Rancière trata esto especificando que el momento político se convoca solo en la medida en que los excluidos se afirman de tal manera que forman una identificación "con la comunidad como un todo". La afirmación de Rancière es que este gesto distintivamente universalista sirve para negar la lógica particularista que divide el espacio social en una serie de lugares, funciones y partes privadas y propias, resolviendo así la contradicción antes mencionada. En su relato del pospolítico, Slavoj Žižek también insiste mucho en el papel de lo universal. Para Žižek, una situación se vuelve política cuando:
"... una demanda particular ... comienza a funcionar como una condensación metafórica de la oposición global [universal] contra Ellos, los que están en el poder, para que la protesta ya no sea solo por esa demanda, sino por la dimensión universal que resuena en esa demanda particular ... Lo que la pospolítica tiende a prevenir es precisamente esta universalización metafórica de demandas particulares."
En términos de tratar con la contradicción antes mencionada, sin embargo, el concepto de Žižek del "resto indivisible" es algo más instructivo que su énfasis en lo universal. La figura del "resto" por supuesto corresponde estrechamente a la de "exceso" o "excedente" en Rancière. Mientras tanto, la noción de "indivisibilidad" implica una fuerte resistencia a la partición (quizás más fuerte que el gesto universalista del que depende Rancière).
En este sentido, el estado ontológico del resto en Žižek se acerca más al de la figura privilegiada de la "dialéctica no expresiva" de Badiou: el conjunto genérico. Derivado de la teoría de conjuntos matemáticos, un conjunto genérico es el nombre dado por su descubridor Paul Cohen al 'objeto matemático sin descripción clara, sin nombre, sin lugar en la clasificación ... [es] un objeto cuya característica es no tener nombre'. Por lo tanto, ofrece la solución al problema fundamental de la política, que según Badiou se presenta de la siguiente manera: si en la batalla entre la lógica de sutura de la Ley (la policía) y la lógica emancipadora del Deseo, el Deseo necesariamente debe estar siempre dirigido a algo más allá del universo ontológico especificado por la Ley, el problema crucial para la acción política debe ser encontrar formas de nombrar el objeto del Deseo sin prescribirlo y así subsumirlo de nuevo bajo el dominio ontológico del Derecho, ya que esto sería negar el Deseo, y con ello la posibilidad de la política. Dado que la genicidad está estrechamente asociada a la universalidad en la obra de Badiou, esta última contribuye en gran medida al desarrollo de la noción de "excedente" o "exceso" tanto en Rancière como en Žižek. También apunta más resueltamente que Rancière a la designación de la política propiamente tal como el momento de la institución de una concepción completamente nueva de la totalidad social. O, como Žižek lo expresa: "... la política auténtica ... es el arte de lo imposible; cambia los parámetros mismos de lo que se considera' posible 'en la constelación existente"; por lo tanto, para Žižek, su dimensión intrínsecamente antagónica.
La figura del exceso cumple un propósito diferente en la teoría de lo político de Mouffe, que descansa fuertemente en la noción de hegemonía suya y de Laclau. Según Dikec, la hegemonía en la imagen de Laclau y Mouffe presupone la imposibilidad de "una sociedad totalmente suturada, o, en otras palabras, un cierre total de lo social". Esto se debe a que la hegemonía es posible solo a través del antagonismo; y el antagonismo, a su vez, puede existir solo a través de la carencia o el superávit: el consenso, en este punto de vista, nunca es un cierre completo; más bien, solo existe como el 'resultado temporal de una hegemonía provisional'.
En la medida en que se basa en una afirmación de la imposibilidad de saturación, la crítica de Mouffe a la pospolítica muestra, por lo tanto, algo en común con las de Rancière, Badiou y Žižek. La resistencia de Mouffe a la saturación, sin embargo, se explica por su persuasión político-teórica postestructuralista y su antiesencialismo concomitante. A este respecto, su teoría de lo político difiere ampliamente de los filósofos antes mencionados, todos los cuales, aunque inspirados de diversas maneras por ella, tienen cuidado de distanciarse del pensamiento postestructuralista, sobre todo a causa de la contribución que  en su opinión, hizo a la consolidación del Zeitgeist pospolítico. También explica la ausencia del gesto universalista en Mouffe. De hecho, como se explicó anteriormente, lo político es la lucha por el control hegemónico sobre el contenido particular que es el sustituto de lo Universal. Una autenticidad universal es por lo tanto imposible.